# Ljudförändring

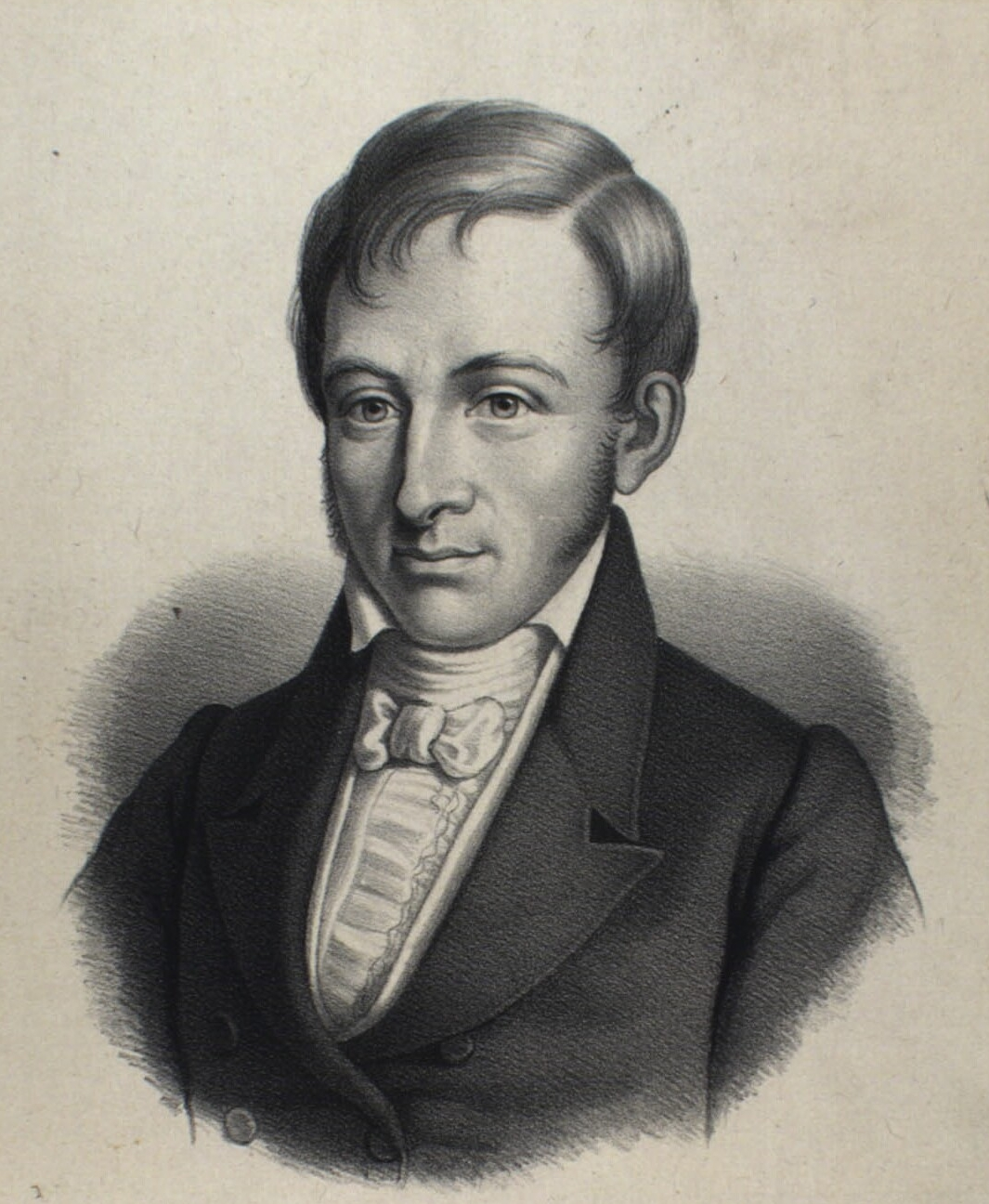
Den danska språkforskaren Rasmus Rask (1787–1832) beskrev överensstämmelser i ljud mellan germanska och andra indoeuropeiska språk.

Ljudförändring är en typ av språkförändring och den process genom vilken språkljud förändras med tiden. Ljudförändringar kan avse mindre uttalsförändringar, eller större systematiska förändringar av ett språks fonologiska ljuduppsättning, till exempel uppkomster eller sammanfall av betydelseskiljande språkljud, så kallad fonologisk förändring. Hur ljud förändras med tiden är av stort intresse inom historisk lingvistik, och spelar en mycket viktig roll vid rekonstruktionen av språk och etablerandet av språkfamiljer.

## Forskningshistoria

### Systematisering av ljudöverensstämmelser
Ljudförändringar har studerats lika länge som man har studerat språkvetenskap som ämne, och går tillbaka till 1800-talet och studiet av indoeuropeiska språk och rekonstruktionen av urindoeuropeiska. I början av 1800-talet började vissa språkforskare systematisera överensstämmelser mellan vissa språkljud i indoeuropeiska språk och man antog att dessa överensstämmelser var för frekventa eller iögonfallande för att kunna bero på slumpen. En tidig sådan systematisering var överensstämmelserna mellan germanska och andra indoeuropeiska språk. Likheterna mellan dessa språkfamiljer upptäcktes så tidigt som på 1600-talet, men beskrevs mera utförligt av den danska språkforskaren Rasmus Rask i dennes Vejledning til det Islandske eller gamle Nordiske Sprog från 1811. Det är dock den tyska språkforskaren Jacob Grimm som oftast associeras med upptäckten efter att ha beskrivit överensstämmelserna i sin Deutsche Grammatik från 1822. Dessa överensstämmelser brukar i dag kallas för Grimms lag.
Enligt Grimms lag motsvaras till exempel de tonlösa frikativorna /f θ h/ i germanska språk av de tonlösa klusilerna /p t k/ i andra indoeuropeiska språk, så att svenskans fisk och hund motsvaras av latinets piscis och canis. Grimms lag hade dock flera undantag och vissa former uppvisade andra överensstämmelser än de som Grimms lag beskrev. Detta var inget problem för dåtidens språkforskare, utan man förutsatte att dessa ord likväl var besläktade, men att vissa ljud förändrades på ett sätt i vissa ord, men på ett annat sätt i andra.
Med tiden kunde många av dessa skenbara undantag förklaras med hjälp av andra ljudlagar som Verners lag eller Grassmanns lag, eller sållas bort som oriktiga etymologier, det vill säga ord som ger intrycket av att vara besläktade vid första anblick, men som i själva verket inte är det.

### Regelbunden ljudförändring
Sållandet av oregelbundenheter fick många yngre språkforskare på 1870-talet i Leipzig att formulera hypotesen att ljudförändringar sker enligt regelbundna principer. Dessa språkforskare gavs öknamnet junggrammatiker av främst äldre forskare som förkastade den nya hypotesen. Idén om ljudförändringars regelbundenhet var dock inte ny, utan var på sina platser erkänd redan på 1700-talet, men junggrammatikerna formulerade regelbundenheten som en dogm och lade fram språkvetenskapliga arbetsmetoder för ljudförändring.
Junggrammatikernas ståndpunkter formulerades i förordet till Hermann Osthoffs och Karl Brugmanns Morphologische Untersuchungen auf dem Gebiete der indogermanischen Sprachen från 1878, och kallas ibland för ”Junggrammatiska manifestet”. I detta förord beskriver de hur all ljudförändring sker enligt ”undantagslösa lagar”. Junggrammatikerna kallade regelbundna ljudförändringar för ljudlagar inspirerade av naturlagar, men en ljudlag är egentligen ingen lag i sig, utan en beskrivning av en historisk företeelse. De som motsatte sig junggrammatikernas hypotes menade att oregelbundna ljudöverensstämmelser helt enkelt kan bero på sporadisk eller avvikande ljudförändring, eller att ljudförändringen inte inträffat i ett visst ord.

## Fonematisk och allofonisk förändring

Vid ett fonemsammanfall övergår två betydelseskiljande språkljud till ett, som i spanskans sammanfall av y //j// och ll //ʎ//.

Man kan skilja mellan fonematiska (eller fonologiska) och icke-fonematiska (eller allofoniska) ljudförändringar. Fonematiska ljudförändringar är de som förändrar språkets fonemuppsättning, det vill säga de ljuden som är betydelseskiljande, och som talarna anser vara kategoriskt skilda. Dessa ljudförändringar innefattar att två betydelseskiljande ljud kan sammanfalla, nya kan uppstå, eller ett fonem kan övergå till ett annat. Den andra typen av ljudförändring är icke-fonematiska ljudförändringar som inte påverkar språkets fonemuppsättning utan bara uttalet av ett visst ljud.
Ljudförändringar brukar också delas in i huruvida de är kontextbetingade eller inte. Vissa ljudförändringar sker enbart i en specifik språklig kontext, och beror på exempelvis närliggande ljud eller ljudets position i ett ord. Dessa ljudförändringar påverkar endast några av ett ljuds förekomster i språket, och ljudet förblir oförändrat om det förekommer i en annan kontext än den där förändringen träder i kraft. Om en förändring inte är kontextbetingad påverkar den alla förekomster av ljudet i språket, oavsett närliggande ljud eller position i ordet.

### Fonematiska förändringar

#### Fonemsammanfall
I fonemsammanfall övergår sammanfaller två ljud som tidigare har varit betydelseskiljande till ett, vilket leder till att språket har färre fonem i sin fonemuppsättning än tidigare. Resultatet av sammanfallet kan vara ett av de tidigare ljuden, det vill säga att alla förekomster av det ena fonemet flyttas till det andra (sammanfall av förflyttning). Resultatet kan också vara ett medelvärde mellan de båda ljuden (sammanfall genom tillnärmning), eller att ett tredje ljud ersätter de båda tidigare ljuden (sammanfall genom utvidgning).
Ett sammanfall är inte omvändbart, det vill säga när två ljud väl har sammanfallit, kan inte nästkommande generationer återskapa den gamla distinktionen. Däremot är det möjligt att ett sammanfall som endast inträffat lokalt faller ur bruk för att sammanfallet har låg prestige och är stigmatiserat, och talarna i stället lånar den uttalsdistinktion som finns hos majoritetsbefolkningen. I sådana fall kan det verka som att sammanfallet har gått i motsatt riktning, när det i själva verket rör sig om ett lånuttal.
Ett exempel på ett icke-kontextbetingat fonemsammanfall är sammanfallet av kort ä /ɛ/ som i hämma och kort e /e/ som i hemma i centralsvenska. Resultatet av fonemsammanfallet är [ɛ], vilket innebär att dessa dialekter har åtta korta vokaler men nio långa vokaler. Vissa dialekter, såsom traditionell stockholmska och vissa finlandssvenska dialekter har också ett sammanfall av de långa varianterna /ɛː/ som i läka och /eː/ som i leka där båda uttalas /eː/, så kallat Stockholms-e. Detta är dock ett kontextbetingat sammanfall, eftersom sammanfallet inte sker före /r/ så att lera och lära fortfarande uttalas distinkt.
Ett annat exempel på ett icke-kontextbetingat fonemsammanfall är sammanfallet av y /j/ och ll /ʎ/ i många dialekter av spanska. Sammanfallet innebär att ord som rallo ’jag river’ och rayo ’stråle’ är homofona. Detta sammanfall finns i de flesta dialekter av latinamerikansk spanska och i många dialekter i Spanien, men fonemen är åtskilda i vissa dialekter i Anderna och närliggande områden, och i vissa dialekter i Spanien.

#### Fonemsplittring

Exempel på en sekundär fonemsplittring i indoiranska språk där urindoeuropeiskans /*/kʷ// övergick i //tʃ// och //k//.

Exempel på en primär fonemsplittring i latin där //s// i vissa positioner övergick till //r// vilket redan tidigare fanns som fonem i språket.

Fonemsplittring innebär att ett tidigare ljud övergår i två betydelseskiljande ljud. Vid fonemsplittring ändrar sig inte ljuden i sig själva, utan förändringar i deras omgivning leder till att två ljud som tidigare var förutsägbara varianter (allofoner) av ett fonem, nu är oförutsägbara och betydelseskiljande distinkta ljud. Resultatet av en fonemsplittring kan antingen vara ett fonem som redan finns i språket, det vill säga processen innebär att vissa förekomster av fonemet byter kategori, en så kallad primär fonemsplittring. Resultatet kan också vara ett helt nytt fonem, en så kallad sekundär fonemsplittring. Vid en sekundär fonemsplittring har alltså språket fler fonem än förut.
Ett exempel på en primär fonemsplittring är rhotacism i latin vilket innebar att /s/ övergick till /r/ i kontexten mellan vokaler. Således är corpora pluralformen av corpus med en /s/~/r/-växling. I detta fall har pluralformen tidigare också haft ett /s/, men eftersom ljudet förekom mellan vokaler har det övergått i /r/. Alla förekomster av /s/ mellan vokaler har alltså bytt kategori från en fonemkategori till en annan. Primär vokalsplittring kallas också kontextbetingat sammanfall eftersom man antingen kan se det som en splittring av /s/ eller ett sammanfall av /r/ och /s/ i vissa kontexter.
Ett exempel på en sekundär fonemsplittring är uppkomsten av eng-ljudet /ŋ/ i svenska och flera andra germanska språk. Ursprungligen var [ŋ] endast en förutsägbar variant av fonemet /n/ före /k/ och /g/. Med tiden föll /g/ bort efter /n/ i de flesta dialekter av svenska, vilket ledde till att den kontext som ursprungligen gav upphov till allofonen inte fanns kvar, vilket gav /ŋ/ egen fonematisk status. Bortfallet av /g/ gav således upphov till minimala par som finger och finner.

## Andra ljudförändringar
Jämte termerna fonemsammanfall och fonemsplittring som beskriver vilken effekt ljudförändringen har på det fonologiska systemet, finns många termer för att beskriva specifika typer av ljudförändringar och hur ljuden förändras.

### Assimilation
Assimilation är en förändring av ett språkljud till större likhet med ett närliggande ljud. Ljudet kan vara i direkt kontakt med ljudet det påverkas av, i vilket fall det kallas kontaktassimilation, till exempel latinets octo till italienska otto, där latinets /k/ helt övergått i /t/ under påverkan av ordets efterföljande /t/. Ett annat exempel är neutrumformen av svenska ord som röd, där ordets ursprungliga /d/ helt övergår i /t/ under påverkan av ändelsen -t i rött.
Om assimilationen äger rum över mellanliggande ljud kallas förändringen för fjärrassimilation, till exempel övergången av urindoeuropeiska *penkʷe till latinets quinque /kʷiŋkʷe/ där andra stavelsens /kʷ/ påverkat första stavelsens /p/ och fått det att övergå i /kʷ/.
Påverkan kan komma från ett efterföljande ljud, i vilket fall det kallas för regressiv assimilation (eller bakåtverkande assimilation), som i det italienska exemplet ovan. Påverkan kan också komma från ett föregående ljud, i vilket fall det kallas för progressiv assimilation (eller framåtverkande assimilation). Till exempel uttalas walked /wɔkt/ på engelska med ett finalt tonlöst /t/ under påverkan av tonlösheten i /k/.
En assimilation kan vara total eller partiell, det vill säga överta samtliga drag från det närliggande ljudet, eller bara vissa drag. I det italienska exemplet ovan har /k/ övertagit alla drag från det efterföljande /t/ och ljuden har därmed blivit identiska. En partiell assimilation är den där t.ex. en bil uttalas som em bil där /n/ övergår i /m/ under påverkan av det labiala draget hos /b/.

#### Palatalisering
En palatalisering är en typ av assimilation där ett ljud i det typiska fallet påverkas av en efterföljande främre vokal såsom /i/ eller /e/ eller en palatal konsonant som /j/. Förändringen innebär ofta att till exempel velara konsonanter får en främre artikulation och övergår i ett palatalt ljud, till exempel /k/ som kan övergå i den palatala affrikatan /tʃ/, eller /s/ som kan övergå i den palatoalveolara frikativan /ʃ/.
Ett exempel i svenskan är övergången av velara /k/ till alveopalatala /ɕ/ framför främre vokaler i ord som kikare /ɕiːkarɛ/ eller kök /ɕøːk/, eller framför /j/ som i kjol /ɕuːl/.
Palatalisering kan även innebära att ett ljud inte helt övergår i ett palatalt ljud, utan endast palataliseras som sekundär artikulation. Ett exempel på detta är vissa finska dialekter där [susi] ’varg’ har övergått i [susʲi] under påverkan av efterföljande /i/.
I vissa fall kan palatalisering ske utan påverkan från en närliggande främre konsonant, i vilket fall palataliseringen inte rör sig om assimilation.

### Dissimilation
Dissimilation är motsatsen till assimilation, och innebär således att ett ljud blir mer olikt ett annat. Dissimilationer kan vara sporadiska som i övergången av fornsvenska lykil till nusvenskans nyckel, där /l/ har övergått i /n/ för att göra det mer olikt andra stavelsens /l/.. Liksom med assimilation kan dissimilation indelas i två typer: kontaktdissimilation där det ena ljudet dissimileras av två direkt intilliggande ljud och fjärrassimilation där dissimilationen sker mellan två ljud trots andra mellanliggande ljud.
Dissimilationer kan även vara mer systematiska. Ett välkänt exempel på systematisk fjärrdissimilation är Grassmanns lag i grekiska och sanskrit, där en rot med två aspirerade klusiler genomgår dissimilation av den första klusilen som övergår i en oaspirerad klusil. Således övergick de icke-belagda formerna *bhabhūva på sanskrit och *phéphūka på grekiska till babhūva respektive péphūka.

### Lenition
Lenition (av latinets lēnis ’mjuk’) eller konsonantförsvagning är en benämning på olika typer av ljudförändringar som alla har som effekt att det resulterande ljudet uppfattas som ”svagare” än vad det var förut. Lenition innefattar ofta övergången från klusiler till affrikator eller frikativor, från två konsonanter till en konsonant, från tonlösa ljud till tonande ljud, från konsonanter till halvvokaler, eller förlusten av ett ljud helt och hållet.
Ett exempel på detta är danskans konsonantförsvagning där konsonanter emellan vokaler har blivit tonande och sedan approximanter, så att svenskans koka [kʰuːkʰa] och gata [gɑːta], motsvaras av danskans koge [kʰɔːʊ] och [g̊æːð̩] där konsonanterna har övergått från tonlösa klusiler till approximanter eller försvunnit helt och hållet. En liknande förändring har skett i övergången mellan latin och spanska, där latinets natāre ’simma’ och amīka ’väninna’ övergått i spanskans nadar och amiga.

#### Fortition
Fortition (av latinets fortis ’stark’) är motsatsen till lenition och innebär att ljudet på något sätt uppfattas som ”starkare” än vad det var före ljudförändringen. Ett exempel på detta är Holtzmanns lag framltagen av Adolf Holtzmann den äldre som innebär förändringen från halvvokalerna *-j- och *-w- i urgermanska till klusilerna *-ggj- och *-ggw- i nordiska språk, så att tyska Ei motsvaras av svenskans ägg. Denna ljudförändring brukar kallas skärpning (tyska Verschärfung).

### Metates
Metates innebär en omkastning av ljud i ett ord. Metateser kan vara sporadiska, som i uppkomsten av det svenska namnet Anders av Andres (jämför Andreas). Metateser kan även vara mer systematiska; till exempel har konsonantkombinationen dl övergått i ld i en serie av förändringar från latin: titulus > tidulo > tidlo > tildo ’titel’.

### Elision (bortfall)

#### Synkope
Synkope innebär att en vokal faller bort i mitten av ett ord. Ett exempel är i övergången från urnordiska till fornnordiska då många obetonade vokaler synkoperades, så att armaʀ övergick i armr ’arm’. I många fall orsakade den bortfallna vokalen omljud av rotvokalen, vilket ledde till att många främre vokaler i nordiska språk fick fonemstatus, som i *fótiʀ som övergick i fǿtr ’fötter’. Ett annat exempel är från romanska språk, där alla vokaler förutom a föll bort i mitten av ord som var minst tre stavelser, så att latinets fabulāre övergick i spanska hablar och populus övergick i franskans peuple.

#### Apokope
Apokope innebär att en vokal faller bort i slutet av ett ord. Apokope är vanligt i flera svenska dialekter i till exempel infinitiv, så att draga och bygga övergår i drag och bygg. I älvdalskan apokoperas flera slutvokaler i långstaviga ord i till exempel sammansättningar, som i skaulkull ’skolkulla’ (av kulla) eller smyörbytt ’smörbytta’.

### Epentes (inskott)
Epentes innebär inskottet av ett ljud i ett ord, flera olika termer existerar för olika typer av inskott, men det är vanligt att alla kallas för epentes. I övergången från latin till franska och spanska tillfogades en vokal i början av ord som började på s + p, t, k, så att latinets scōla övergick i escuela på modern spanska. På franska föll s senare bort, och spanskas escuela motsvaras av franska école. En vokal in skjuts in mellan två konsonanter kallas för inskottsvokal eller svarabhaktivokal och företeelsen kallas ibland för anaptyxis. Ett exempel är övergången från fornnordiska till fornsvenska, då en epentetisk vokal sköts in i ord som vatn ’vatten’ och fingr ’finger’.
Ett annat exempel är vissa dialekter av finska, som regelbundet skjuter in en kopia av första stavelsens vokal och bryter upp kluster som börjar med r eller l, så att standardfinska kolme ’tre’ och neljä ’fyra’ motsvaras av kolome och nelejä. Konsonantkluster kan även brytas upp av andra konsonanter, vilket har hänt i svenskans andra, där ett /d/ har skjutits in mellan /n/ och /r/, eller i övergången från latin till spanska, där spanskan sköt in ett /b/ i ord som hombre ’man’ och nombre ’namn’ från latinets hominem och nomināre.

### Diftongering
Diftongering innebär att en monoftong, det vill säga en vokal med endast en vokalfärg, övergår i en diftong det vill säga en vokal med två vokalfärger. Ett exempel i engelskan och tyskan är att tidigare långa /i/ och /u/ har diftongerats till /aɪ/ och /aʊ/. Den förändringen har inte skett i nordiska språk, så svenska is och hus med en lång monoftong motsvaras på engelska och tyska av /aɪs/ och /haʊs/.
Inom germanska språk talar man ibland om vokalbrytning vilket syftar på en särskild typ av diftongering av korta vokaler i vissa kontexter. I fornnordiskan skedde brytning av äldre urnordiska *e > *ea > *ia om följande stavelse innehöll ett /a/, så att urnordiska *hertan ’hjärta’ och *helpan ’hjälpa’ övergick i fornnordiska hiarta och hialpa. Västgermanska språk genomgick inte just denna typen av vokalbrytning, så till exempel tyskan har fortfarande obrutna former, Herz och helfen.

### Monoftongering
Monoftongering är motsatsen till diftongering, och innebär att en diftong övergår i en monoftong. I de flesta östnordiska varieteter skedde tidigt en monoftongering av de fornnordiska diftongerna, så att ei, øy och au övergick i eː, øː och øː. Denna monoftongering skedde inte i de flesta västnordiska varieteterna, så nynorska stein, øyra och auga motsvaras på svenska av sten, öra och öga.

### Haplologi
Haplologi innebär att två upprepade sekvenser övergår till en. Till exempel heter det på svenska sjundedel, men åttondel och niondel och inte *åttondedel eller *niondedel. Ett annat exempel är det tyska ordet för kvinnlig magiker, Zauberin som är avlett av Zauber ’trolldom’ och -erin ’-erska’ som inte resulterar i *Zaubererin. Ett tredje exempel latinets ord för amma, nutrix som är avlett från nutrio ’jag ammar’ + -trix ’-erska’ vilket borde resultera i *nutritrix men där ena sekvensen strukits på grund av haplologi.